# قرفول
قرفول (الاسم العلمي: Caryophyllia)، جنس حيوانات بحرية من المرجان الصلب. توجد في شمال المحيط الأطلسي والبحر الأبيض المتوسط على عمق يصل إلى 2670 متر (8,760 قدم).